# Syndyk
Syndyk – funkcja (ale nie zawód) polegająca na zarządzaniu majątkiem upadłego oraz dokonywaniu podziału funduszy między wierzycieli zgodnie z zasadami prawa upadłościowego. Syndyka ustanawia sąd w postanowieniu o ogłoszeniu upadłości.
W aktualnym stanie prawnym do pełnienia funkcji syndyka może zostać wyznaczona jedynie osoba fizyczna, która posiada pełną zdolność do czynności prawnych i licencję doradcy restrukturyzacyjnego wydawaną na zasadach i w trybie określonych w ustawie z dnia 15 czerwca 2007 r. o licencji doradcy restrukturyzacyjnego (Dz.U. z 2020 r. poz. 242), albo spółka handlowa, której wspólnicy ponoszący odpowiedzialność za zobowiązania spółki bez ograniczenia całym swoim majątkiem albo członkowie zarządu reprezentujący spółkę posiadają taką licencję. Dodatkowo, od 1 grudnia 2021 r., by pełnić funkcję syndyka, należy posiadać konto doradcy restrukturyzacyjnego w systemie teleinformatycznym obsługującym postępowanie sądowe, tj. w Krajowym Rejestrze Zadłużonych (art. 157 ust. 1-2 p.u.).
W dawnej Polsce syndyk był urzędnikiem miejskim.

## Zadania
W trakcie postępowania upadłościowego syndyk traktowany jest jako kierownik jednostki, w rozumieniu przepisów ustawy o rachunkowości. Z uwagi na status prawny syndyk jest tzw. zastępcą pośrednim, czyli dokonuje czynności prawnych we własnym imieniu, ale na rachunek upadłego, tj. ze skutkiem prawnym dla niego.
Syndyk jest tzw. pozasądowym organem postępowania upadłościowego. Jego zadaniem jest przeprowadzenie likwidacji majątku upadłego, a następnie – z pozyskanych w toku likwidacji środków pieniężnych – zaspokojenie wierzycieli w drodze wykonania planów podziału. Przed zaspokojeniem wierzycieli, syndyk pokrywa koszty postępowania upadłościowego i inne zobowiązania masy upadłości (art. 230 w zw. z art. 343 p.u.).
Syndyk (w rozumieniu funkcji, a nie zawodu) powoływany jest w przypadku ogłoszenia upadłości. W przypadku otwarcia postępowania restrukturyzacyjnego powołuje się nadzorcę sądowego (w przypadku pozostawienia zarządu majątkiem dłużnikowi) lub zarządcę (w przypadku zabezpieczenia postępowania poprzez odebranie dłużnikowi zarządu nad majątkiem) albo nadzorcę układu (w postępowaniu o zatwierdzenie układu). Zarządcę powołuje się również w przypadku egzekucji z przedsiębiorstw lub gospodarstw rolnych według przepisów kodeksu postępowania cywilnego o egzekucji sądowej.